# Дом печати (Минск)
Дом печати — комплекс исторических зданий середины XX века в Минске, памятник архитектуры (номер 712Г000199). Расположен по адресу: проспект Независимости, дома 77 и 79, на углу с улицей Сурганова.

## История
Здание Дома печати (современный дом 79) построено в 1929-1935 годах для размещения типографии, Белгосиздата, Белполиграфтреста. В 1959 году построен новый редакционный корпус (ныне дом 77). В 1963 году со стороны улицы Сурганова сооружён цех глубокой печати, в 1975 году — корпус офсетной печати, а также культурно-бытовой корпус с клубом и столовой. В конце XX века в здании размещалось издательство ЦК КПБ, редакции множества газет (в частности, «Звезда», «Советская Белоруссия») и журналов.

## Архитектура
Первоначальное здание возведено в стиле конструктивизма. Старейшая часть здания имеет П-образную форму. Опорные стены здания возведены из кирпича, нагрузка от железобетонных перекрытий удерживается железобетонными колоннами-столбами. В основе архитектурного решения здания лежит сочетание различных по величине объёмов. Основным акцентом является башнеподобная угловая часть с угловой лоджией на первом этаже. Плоскость крыла, выходящего на проспект, расчленена крупными оконными проёмами.